# Kang Senghui
Kang Senghui (chinois traditionnel : 康僧會 ; chinois simplifié : 康僧会 ; pinyin : Kāng Sēnghuì ; Wade : K'ang Seng-hui ; vietnamien : Khương Tăng Hội ; japonais : Kō Sōe (康僧会) ; vietnamien : Khương Tăng Hội), également appelé Giao-Chi, mort en 280, est un moine bouddhiste d'origine sogdienne. 
Arrivé en 247 dans le Royaume de Wu (Chine actuelle), Kang Senghui y convertit l'emperuer Sun Quan. Il a traduit de nombreux livres sanskrits en chinois,. Selon certaines sources, lui-même se serait converti au bouddhisme dans ce qui correspond à l'actuel Viêt Nam.

## Biographie
Les sources chinoises indiquent que Kang Senghui est arrivé à Nankin, dans le Royaume de Wu (actuellement en Chine), en 247. Sa famille, qui était, dit-on, d'origine sogdienne, avait quitté l'Inde (où elle était établie depuis plusieurs générations) et s'était établie au Tonkin (nord du Viêt Nam actuel) pour y commercer,. 
Selon son hagiographie, il a été conduit à la cour de la dynastie Wu, en tant que membre d'une commission qui enquêtait sur le bouddhisme. Afin de prouver la vérité de cette religion, Kang Senghui a produit, miraculeusement, devant l'empereur une relique du Bouddha Shakyamuni, à la suite de quoi, Sun Quan fit construire un monastère (le Jianchusi) dans les environs de la capitale, afin d'abriter cette relique,.
Il a traduit plusieurs textes, en particulier une série d'avadânas intitulée Lindu ji jing, et rédigé une importante préface et un commentaire sur l'Anban shouyi jing (« Écriture sur l'Ânâpâna [respiration] qui garde l'Esprit »), une adaptation du Satipaṭṭāna sutta, par An Shigao (IIe siècle). Il avait une bonne connaissance des textes du confucianisme, de l'astronomie et de la divination. Il a joué un rôle essentiel dans le développement du bouddhisme parmi la petite noblesse de la Chine du Sud.
Il aurait déjà introduit le bouddhisme ch'an au Vietnam trois siècles avant l'arrivée de Bodhidharma dans ce dernier pays.